# Anne Victorino de Almeida
Anne (Ana) de Medeiros Harlé Victorino d'Almeida (Poissy, 15 de Dezembro de 1978) é uma violinista e compositora portuguesa.

## Biografia

### Nascimento e formação
Anne Victorino de Almeida nasceu em 15 de Dezembro de 1978, na localidade de Poissy, em França. É a filha mais nova do compositor António Victorino d’Almeida e de Sybil Harlé, e irmã da actriz e política Inês de Medeiros.
Desde muito nova que demonstrou interesse em estudar as artes musicais, tendo aos quatro anos de idade frequentado aulas de piano na cidade de Viena, na Áustria, onde vivia. Em 1983, a família veio para Portugal na sequência da morte da avó, e acabou por permanecer em território nacional. Com sete anos, ingressou na Fundação Musical dos Amigos das Crianças, onde estudou violino com Inês Barata durante cerca de onze anos. Terminou depois o 8.º grau naquele estabelecimento de ensino, sob a orientação da professora Leonor Prado.
Em 1997 integrou-se no Conservatório Regional de Rueil-Malmaison, em França, onde estudou sob o professor Dominique Barbier. Devido a uma gravidez, voltou a Lisboa no ano seguinte, e em 1999 entrou na Academia Nacional Superior de Orquestra, na classe de Agnès Sárosi, tendo em 2003 terminado a sua licenciatura. Em 2001 fez um estágio de orquestra, na posição de concertina, sob o maestro Omri Hadari. Após a licenciatura, também esteve sob a orientação de António Anjos. Em 2004, terminou o primeiro ano de direcção de orquestra, na Academia Nacional.
Continuou depois os seus estudos musicais ao longo da sua carreira, tendo frequentado vários cursos e classes com violinistas e professores de renome, incluindo James Dahlgreen, Gerardo Ribeiro, Galina Turchaninova e Maxim Vengerov.

### Carreira
Ao longo da sua carreira, participou com frequência em várias orquestras, incluindo a Metropolitana de Lisboa, Sinfonietta e Gulbenkian. Foi igualmente uma das responsáveis pela criação do Quarteto do Conservatório Nacional, no qual tem igualmente colaborado em vários concertos. Em 2015, o Ciclo de Música Contemporânea da Guarda incluiu a estreia de várias obras pelo Síntese - Grupo e Música Contemporânea da Guarda, escritas pelos compositores Fernando Lapa, Jaime Reis e Anne Victorino de Almeida. Também colaborou na fundação do Rumus Ensemble e do Quarteto Camões, desde 2015, e do Quarteto Lopes-Graça, entre 2004 e 2014. Participou como compositora residente no Festival Gravíssimo, em 2017.
Em 2019 lançou um disco de música de câmara, A Sombra dos Sentidos. Em Maio de 2019, recebeu o prémio americano Harvey Phillips for Composition Excellence, pela sua obra Contos & Improvisos.
Foi igualmente responsável pela produção de várias bandas sonoras, em colaboração com o encenador Jorge Parente, sido sido honrada com o prémio de melhor proposta musical no âmbito do concurso Teatro na Década 97. Também escreveu a música para várias peças de Florbela Oliveira, e em 2006 compôs a banda sonora para o documentário Cartas a uma Ditadura, de Inês de Medeiros. Produziu a música para diversas peças encenadas no Instituto Português da Juventude e nos Teatros da Comuna e no da Trindade.
Em 2000, iniciou a carreira de professora de violino no Conservatório Metropolitano de Música de Lisboa, posição que ocupou até 2012. Entre 2003 e 2004 ensinou no Conservatório de Alcobaça, e neste último ano integrou-se no corpo docente da Escola de Música do Conservatório Nacional. Entre 2012 e 2013 foi professora na Escola Gil Vicente, em Lisboa, no âmbito de um programa de ensino de música, por parte da instituição SIC Esperança, e entre 2013 e 2015 ensinou no Conservatório de Lisboa, em Carnide. Em 2016, tornou-se professora na Academia Musical dos Amigos das Crianças, e em 2017 começou a ocupar a posição de diretora-adjunta no Conservatório Nacional. Também trabalhou como professora de música no Brasil e em Moçambique.
A Resolução do Conselho de Ministros n.º 108-A/2019, de 4 de Julho, nomeou Anne Victorino de Almeida e Alexandre Miguel Santos para vogais e André Moz Caldas para presidentedo conselho de administração da empresa pública Organismo de Produção Artística (OPART), que era responsável pela gestão do Teatro Nacional de São Carlos (TNSC) e da Companhia Nacional de Bailado. Esta escolha foi comentada por André Albuquerque, do Sindicato dos Trabalhadores de Espetáculos, do Audiovisual e dos Músicos, tendo classificado Anne Victorino de Almeida como «uma pessoa do setor», que tinha uma «noção clara do que é que é o Opart», e que também poderia «ajudar a contribuir para que o problema seja resolvido rapidamente». André Albuquerque referia-se a uma greve dos trabalhadores daquela organização, devido a diferenças na carga de trabalho semanal entre o Teatro Nacional de São Carlos e a Companhia Nacional de Bailado, introduzidas pelo anterior conselho de administração.